# La canción del amor mío
Personnages
- Juan le basque
- Juan Luis
- Lucia
- Natalio
- Josecho
- Madame Lefevre
- Doña Transito
- Felipe
- Martin
- Paulette
- Amparo
- Doña Alfonsa
- Don Eduardo
- Doña Adela
- Sir Villians Reed
- Général Lefevre
- Jaqueline
- M. Robert
- Nicolasa
- Andres
- Balbina

Airs
Acte I
- Chœur d’entrée
- « España, España »
- « La canción del amor mío »
- « Tu debes creer en mi »
- « El pajaro flo »
- « El amor es una rosa »
- « Tù que fuiste sembrador »
- « Es hermoso morir »
- « Nana »
- « Coplas del chacoli »
- Chœur

Acte II
- Chœur
- « Mademoiselle pom-pom »
- « El amor en España  »
- « Luna blanquita »
- « Yo soy española »
- « Flor de leyenda »
- « Para qué ? »
- Final

La canción del amor mío est une opérette en 2 actes et 11 tableaux d'Antonio Quintero et Jesus-Maria de Arozamena, sur une musique de Francis Lopez et Juan Quintero, créée au Teatro de la Zarzuela à Madrid.

## Synopsis
Durant la Première Guerre carliste, Juan, un officier carliste, rencontre au cours de son service une troupe de théâtre dans laquelle joue la charmante Lucia dont il tombe fou amoureux.

## Accueil du public
Le succès de l'opérette La canción del amor mío fut très bref. En effet, l'œuvre a été représentée pendent 5 semaines avant que la vedette, Luis Mariano, ne retourne chanter en France. L'échec de cette opérette serait lié au scénario, le public madrilène n'aurait pas apprécié le mélange d'une intrigue politique et amoureuse. À cela il faut ajouter qu'une avant-première de l'œuvre était prévue pour le 10 janvier (1958), mais fut reportée au 24 janvier à cause d'un manque de temps. Luis Mariano avait prévu d'en créer une version traduite en français pour la jouer à Paris, mais l'échec de l'opérette le fera changer d'avis, si bien que l'œuvre restera totalement inconnue du public français.

## Fiche technique
- Livret d'Antonio Quintero et Jesus-Maria de Arozamena
- Musique de Juan Quintero et Francis Lopez
- Mise en scène de Rafael Richart
- Chorégraphie de Alberto Lorca
- Décors d'Emilio Burgos

## Distribution
- Luis Mariano : Juan le basque et Juan Luis
- Marta Santa Olalla : Lucia
- Miguel Ligero : Josecho et Natalio
- Sélica Pérez Carpio : Madame Lefevre et Doña Transito
- Gérardo Monréal : Felipe
- Nati Piñero : Doña Alfonsa
- Luisa de Cordoba : Paulette et Amparo
- Manuel Gas : Don Eduardo et Sir Villians Reed
- Cati Moreno : Balbina et Nicolasa
- Carmen Martínez Sierra : Doña Adela
- Adelardo Curros : Andres
- José Luis Lespes : M. Robert
- Yolanda Otezo : Jaqueline
- Juan Perelra : Général Lefevre